# 傅良魁
傅良魁（1929年—），男，辽宁新民人，中国应用地球物理学家，曾任中国地质科技大学教授、博士生导师。